# Morgan County, Georgia
Morgan County är ett administrativt område i delstaten Georgia, USA, med 17 868 invånare. Den administrativa huvudorten (county seat) är Madison.

## Geografi
Enligt United States Census Bureau har countyt en total area på 918 km². 905 km² av den arean är land och 13 km² är vatten.

### Angränsande countyn
- Oconee County - nord
- Greene County - öst
- Putnam County - sydost
- Jasper County - sydväst
- Newton County - väst
- Walton County - nordväst